# Qudos Bank Arena
Die Qudos Bank Arena ist eine Multifunktionsarena im Sydney Olympic Park in Homebush Bay, 16 Kilometer von der Innenstadt der australischen Stadt Sydney, New South Wales, entfernt. Sie war eine der Hauptsportstätten der Olympischen Sommerspiele 2000 sowie der Sommer-Paralympics 2000 im Sydney Olympic Park. Die Arena liegt in direkter Nachbarschaft zum damaligen Olympiastadion Stadium Australia (heute: ANZ Stadium). Sie bietet maximal Platz für 21.000 Zuschauer, enthält 52 V.I.P.-Logen und ist die größte Veranstaltungshalle Australiens. 2015 kaufte die Affinity Equity Partners von der Nine Entertainment Co.

## Name
Die Halle trug von der Eröffnung im November 1999 bis zum Mai 2006 den Namen Sydney SuperDome. Darauf folgte der Sponsorenname des taiwanische Computerunternehmens Acer mit der Acer Arena. Ab September 2011 war das australische Telekommunikationsunternehmen Allphones im Besitz der Namensrechte. Von da an trug die Multifunktionshalle den Namen Allphones Arena. Seit dem 11. April 2016 trägt die Arena den Namen der die Qudos Bank Arena. Der Namenssponsor ist die Qudos Bank (vorher: Qantas Credit Union).

## Geschichte
Entworfen und konzipiert wurde der damalige Sydney SuperDome von der Abigroup Ltd. in Zusammenarbeit mit der Obayashi Corporation. Das Bauprojekt bestand aus drei Teilen. Zu dem SuperDome (190 Millionen AUD) kam ein Parkhausgelände namens P1 mit 3.400 Plätzen (25 Millionen AUD) und das Gelände, die Plaza (25 Millionen AUD), um die Arena mit einer Fläche von über 32.000 m2. Für die Veranstaltungshalle wurde ein BOOT-Vertrag (Build Own Operate Transfer) abgeschlossen. Im September 1997 wurde mit dem Bau der großen Olympiahalle begonnen. Nach 18 Monaten fertiggestellt, wurde die Eröffnung durch den Premierminister von New South Wales, Bob Carr, im November 1999 gefeiert. Bei der feierlichen Veranstaltung traf der italienische Tenor Luciano Pavarotti auf.
Während der Olympischen Sommerspiele 2000 fanden die Spiele der olympischen Basketballturniere, ab dem Viertelfinale, im Sydney SuperDome statt. Des Weiteren wurden die Turn- und die Trampolinwettbewerbe in der Sportstätte abgehalten. Bei den Sommer-Paralympics 2000 fanden Partien der Rollstuhlbasketball-Wettbewerbe statt. Von 1999 bis 2002 war die Basketball-Mannschaft der Sydney Kings aus der NBL im SuperDome beheimatet. Der Tennis Masters Cup machte 2001 Station in Sydney. Der Australier Lleyton Hewitt bezwang im Finale den Franzosen Sébastien Grosjean in drei Sätzen (6:3, 6:3, 6:4). Das Netball-Team der Sydney Swifts (CBL) trug ihre Begegnungen von 2001 bis 2008 in der Olympiahalle aus. Seit 2008 werden die Begegnungen der Netball-Mannschaft der NSW Swifts (ANZ Championship) ausgetragen. Vom 7. bis 16. August fand der Netball World Cup 2015 in der Arena von Sydney statt. Weitere Sportveranstaltungen unter dem Hallendach sind u. a. Tennis, Eishockey, Boxen, Rodeo, Motocross oder Wrestling (WWE, WCW, WWA).
Im Jahr 2013 belegte die Allphones Arena in der Pollstar-Rangliste weltweit den 11. Platz unter den Veranstaltungsarenen im Bezug auf den Kartenverkauf. Im Oktober 2014 wurde die Arena bei den Billboard Touring Awards neben der Londoner O2 Arena und dem New Yorker Madison Square Garden in der Kategorie Top Arena nominiert. Im Sydney Olympic Park stehen insgesamt mehr als 10.000 Parkplätze zur Verfügung. Für Rollstuhlfahrer und Begleitpersonen können bis zu zwei Prozent der Sitzplatzkapazität zur Verfügung gestellt werden. Für sehbehinderte Besucher wurden in der Arena Schilder und Wegweiser in 306 verschiedenen Farbkontrasten verteilt. Unter dem Hallendach hängt ein Videowürfel mit vier Videowänden. In der Arena sind weitere 200 TV-Bildschirme verteilt.

## Weitere Veranstaltungen
Neben den Sportveranstaltungen finden hauptsächlich Konzerte statt.
Hinzu kommen Familien-Shows wie Cirque du Soleil, Disney on Ice, Ice Age Live, Musicals, Ausstellungen, Bankette, Konferenzen, Seminare und auch politische und religiöse Zusammenkünfte.

## Daten und Zahlen
- Bauzeit: 18 Monate[4]
- Gebäudegrundfläche: 20.000 m2
- Grundstücksfläche: 70.420 m2
- Beton: 25.696 m3
- Dachpfetten (Stahl-Dachsparren): 25 km
- Bewehrungsstahl: 1.884 t
- Gewicht des Daches: 1.235 t
- Innenhöhe der Arena: 39 Meter
- Höchster Punkt: 42 Meter (Spitze der Dachmasten)

## Galerie

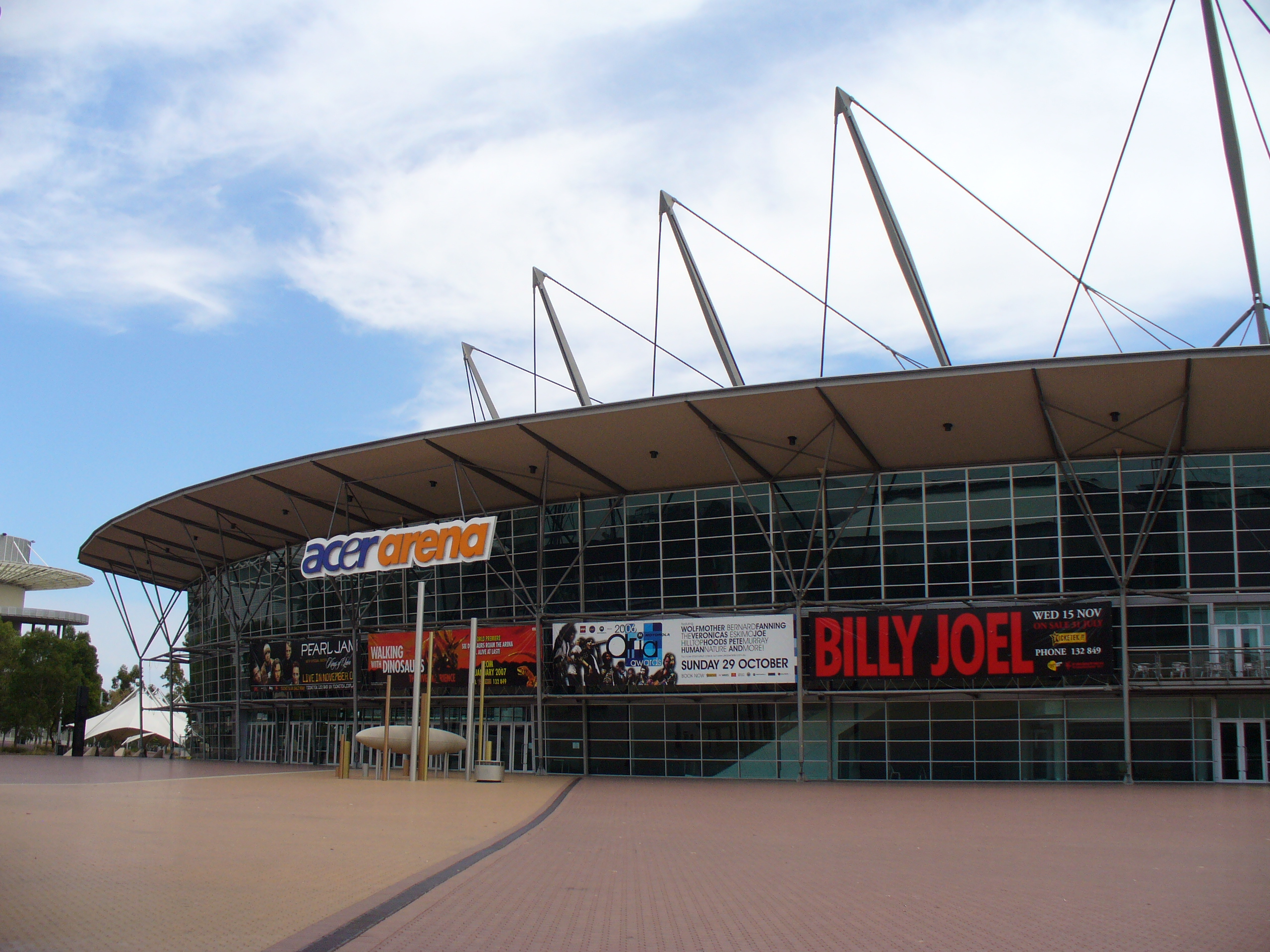
Der Sydney SuperDome, von 2006 bis 2011 Acer Arena
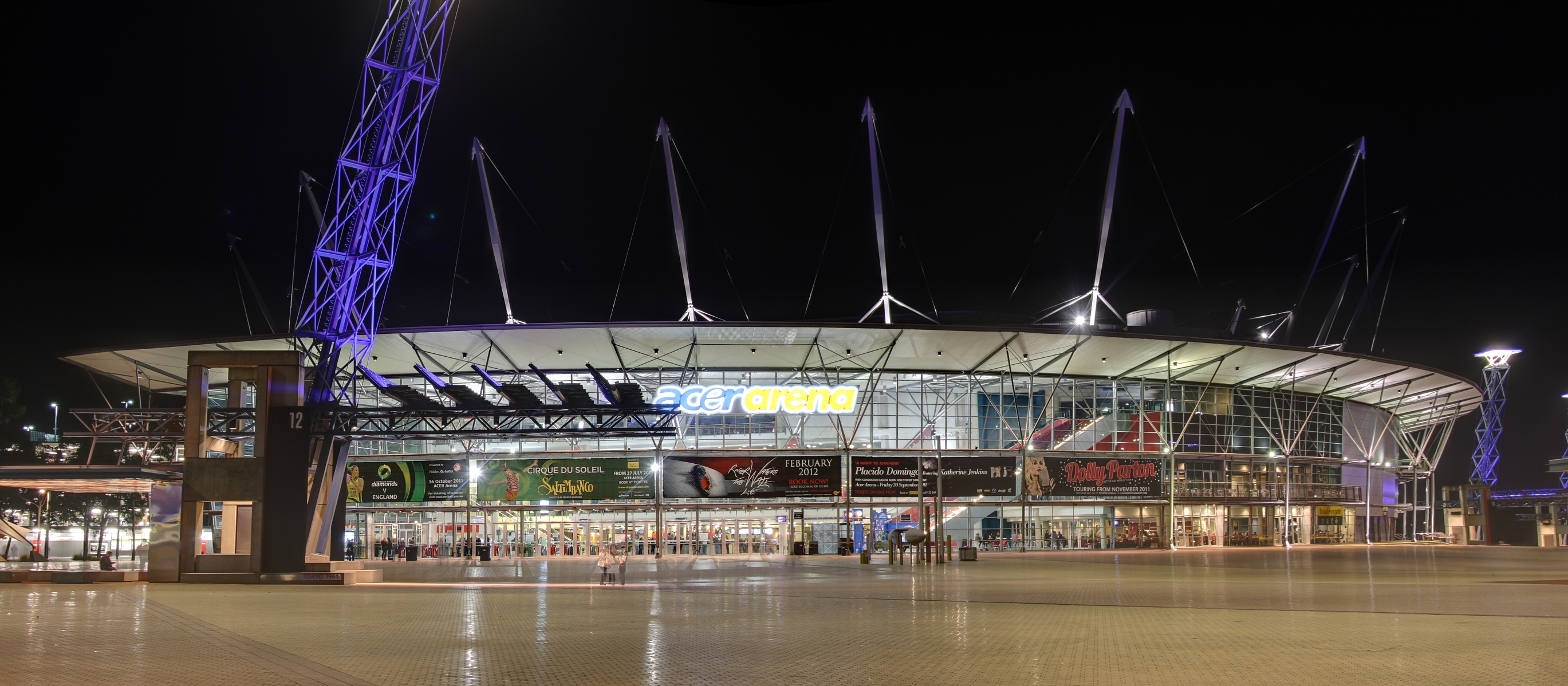
Der Acer Dome bei Nacht im Juli 2011
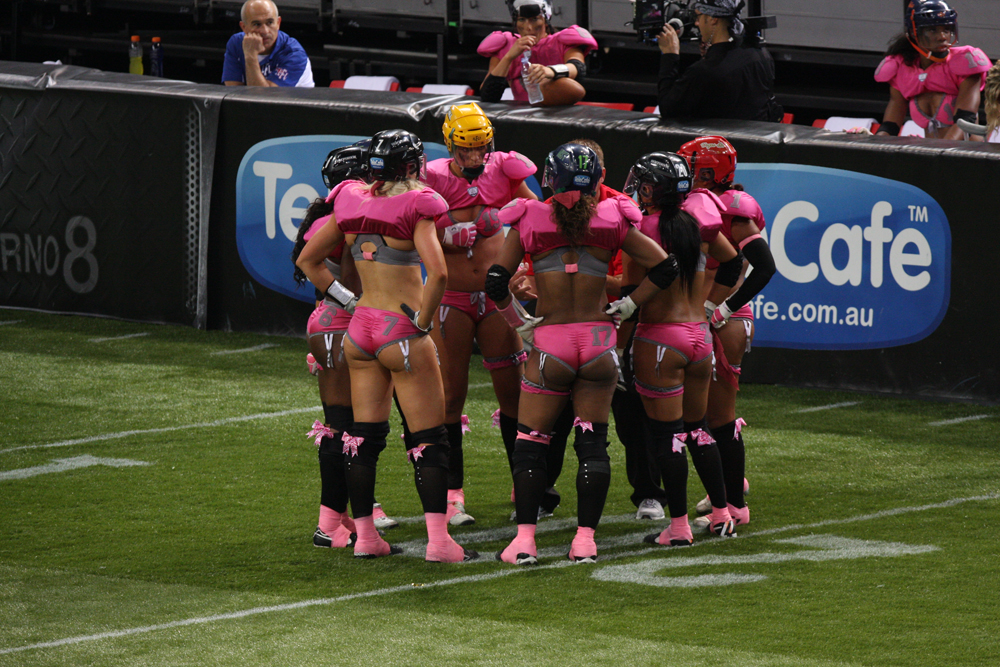
Spiel der All-Star Games Tour der Legends Football League (Juni 2012) in der Allphones Arena
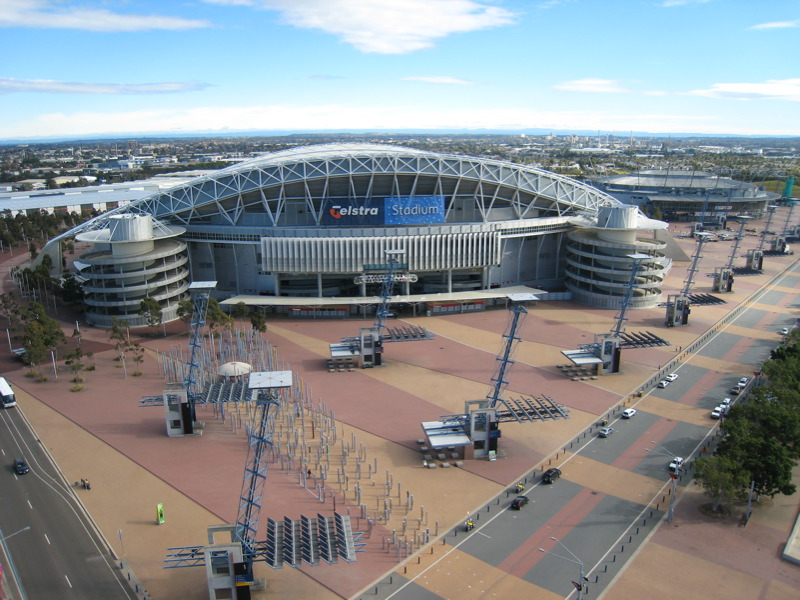
Der Sydney Olympic Park im Jahr 2007. Im Vordergrund das zurückgebaute Olympiastadion (damals: Telstra Stadium) und rechts dahinter die Acer Arena.
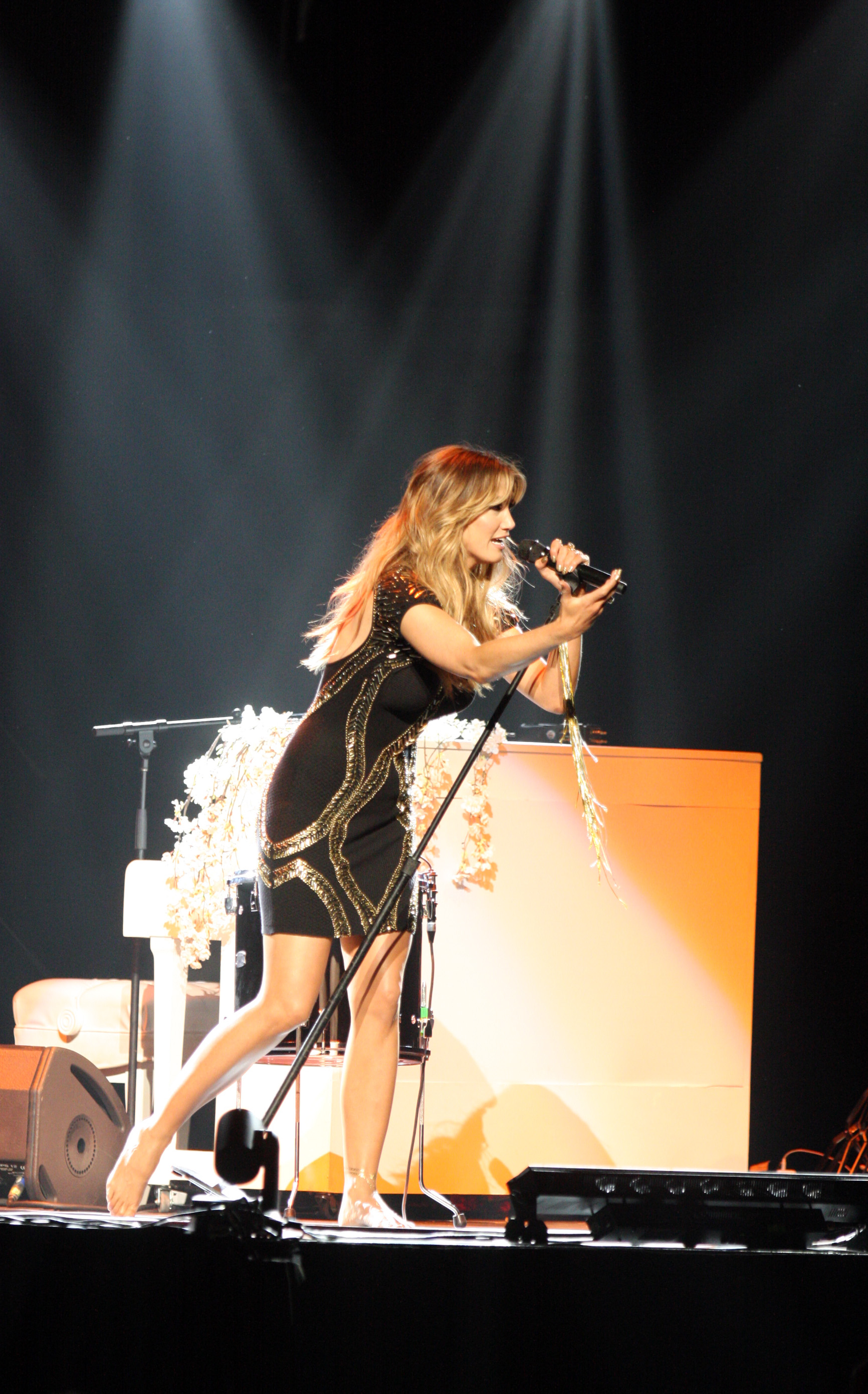
Delta Goodrem bei einem Konzert im April 2015